# Costus malortieanus
Costus malortieanus là một loài thực vật có hoa trong họ Costaceae. Loài này được H.Wendl. mô tả khoa học đầu tiên năm 1863.

## Hình ảnh

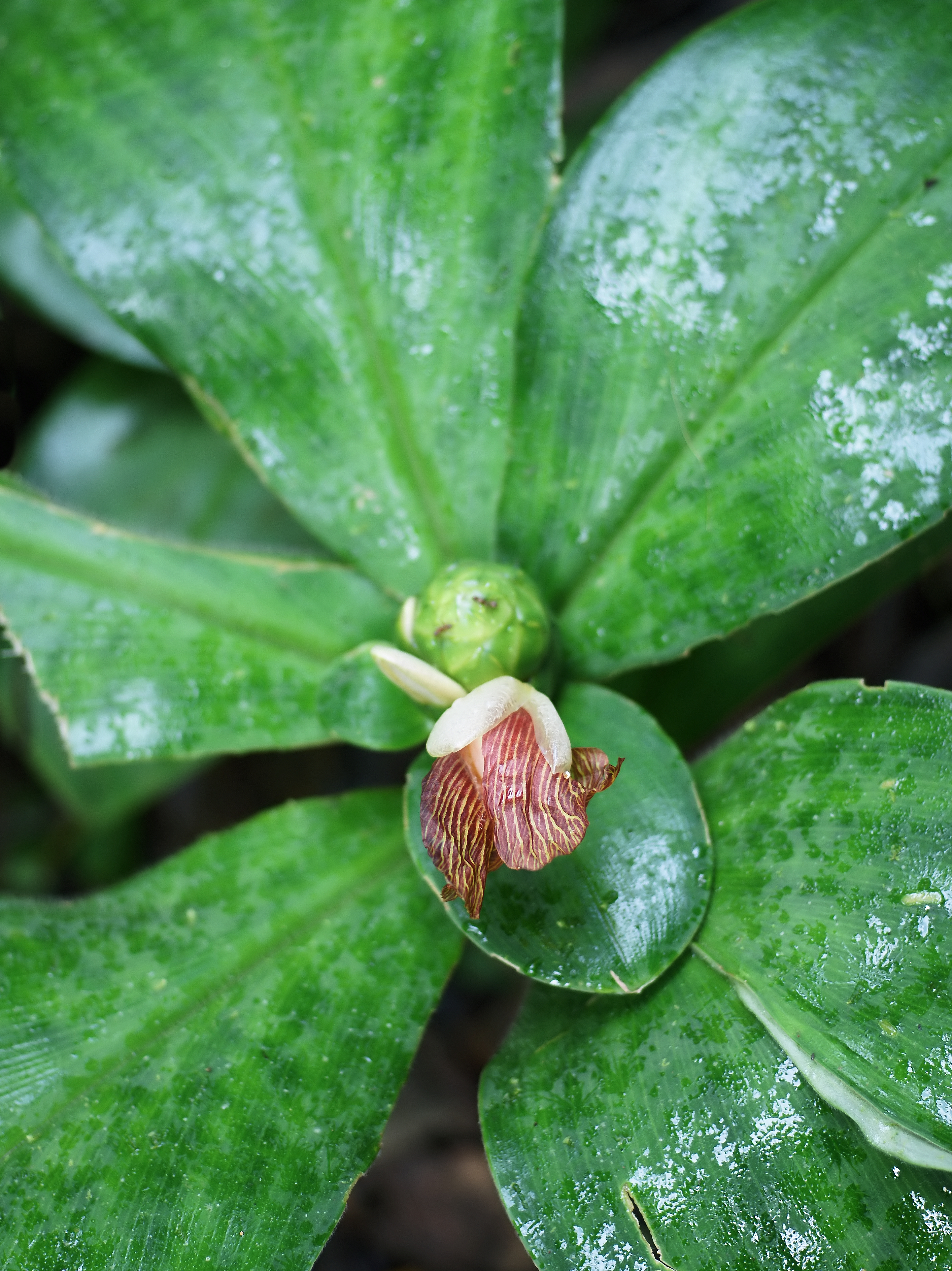
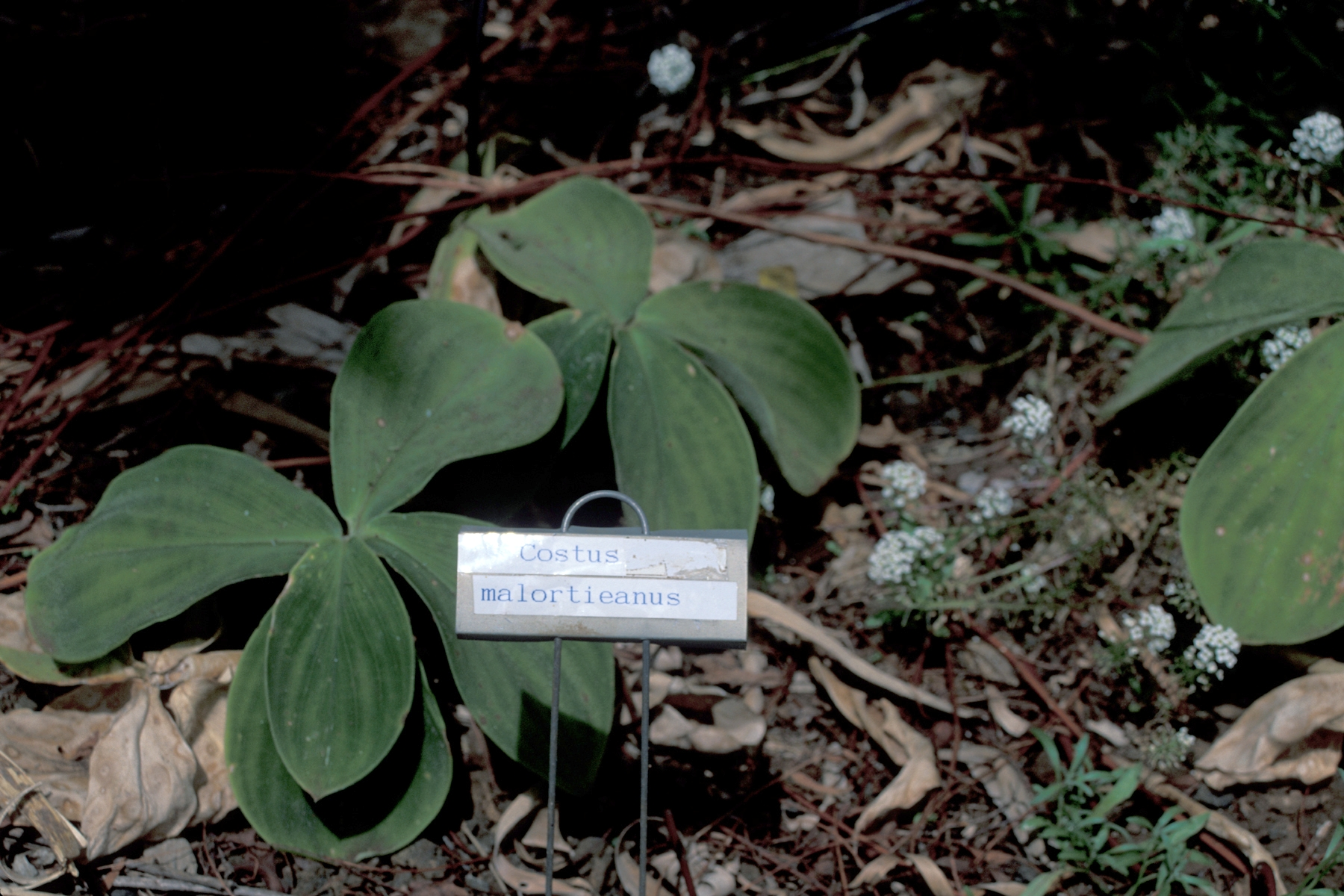
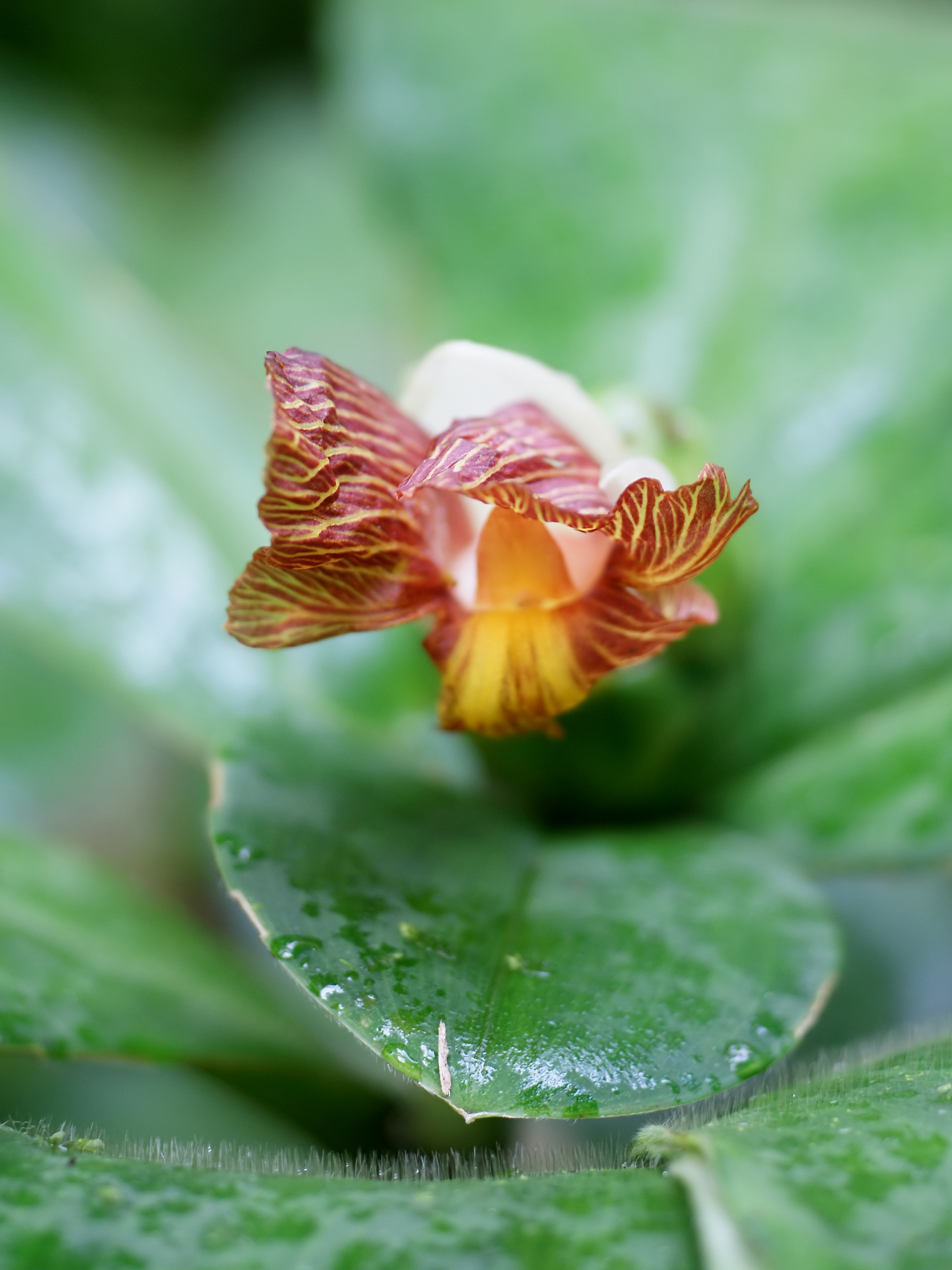